# Internationales Jazzfestival St. Ingbert

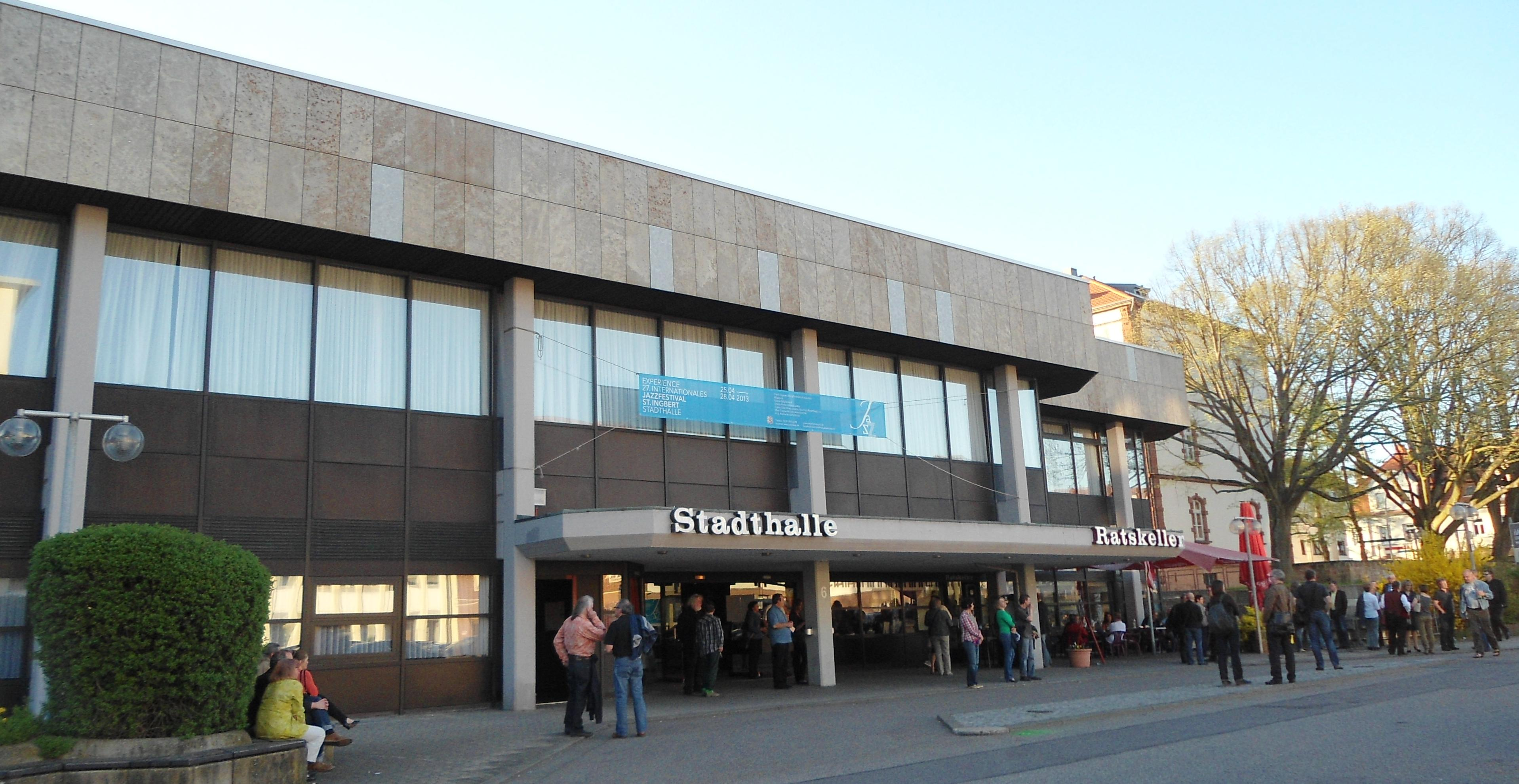
Das St. Ingberter Jazzfestival in der Stadthalle (2013)

Das Internationale Jazzfestival St. Ingbert fand zwischen 1987 und 2019 im saarländischen St. Ingbert statt.

## Geschichte des Festivals

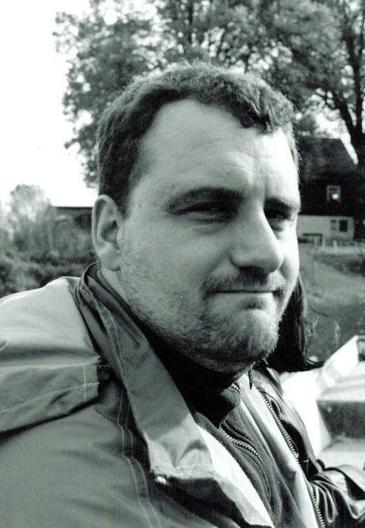
Jörg Jacob

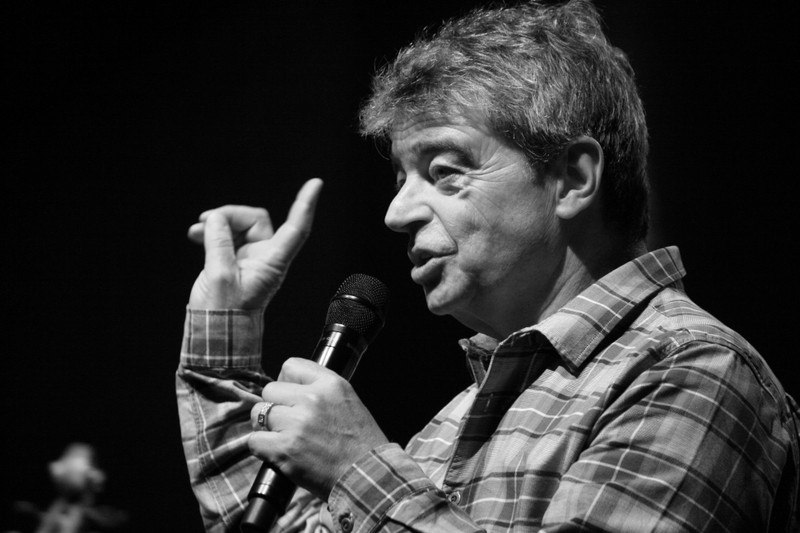
Moderator und ab 1999 künstlerischer Leiter: Peter Kleiß

Der St. Ingberter Jazzpianist Jörg Jacob (1965–2006) und seine Freunde, ein Kreis von Jazz-Musikliebhabern, setzten sich intensiv mit der Frage auseinander, wie man ein Festival organisieren könnte, das sich mit einer Musikrichtung befasste, die in den 1980er Jahren als eher unpopulär galt. Spielorte für das erste St. Ingberter Jazzfestival wurden das Jugendzentrum im Pfarrgaßschulhaus und das „Café K“ des Vereins „Sauerteig“. Die Künstler kamen aus der Region.  Mit gut 600 Besuchern traf das Festival auf eine unerwartet hohe Publikumsresonanz. Aufgrund dieses Zuspruchs fand das dritte Festival dann in der Stadthalle St. Ingbert statt. Künstlerisch erlangte das Festival mit der Zeit ein höheres Niveau, es gastierten Jazzgrößen wie Albert Mangelsdorff, Archie Shepp oder Charlie Mariano.
Ab 1991 übernahm das Kulturamt unter der Leitung von Elmar Peiffer die Organisation. Künstlerische Leiter wurden Klemens Bott und Franz-Joseph Zimmer, die schon in den Jahren zuvor in der Festivalorganisation mitgearbeitet hatten. Ab 1994 trat Hartmut Oßwald an Botts Stelle.
Weil die  Besucherzahlen der beiden Festivaltage Ende der 1990er Jahre zurückgingen, wurde ab 1999 ein neuer Weg eingeschlagen. Peter Kleiß, Jazzredakteur bei SR 2 Kulturradio, wurde neuer künstlerischer Leiter, der als  Moderator dem  Festival schon seit vielen Jahren verbunden war.
2008 wurde das Festival von der Stadthalle in die Alte Schmelz (Mechanische Werkstatt und Event-Haus) verlegt. Dieses denkmalgeschützte Industrieensemble bot noch mehr Platz und war auch architektonisch sehenswert. Das Festival wurde auf bis zu sechs Tage ausgedehnt, eine Kirche, das Museum und die Gastronomie der Stadt wurden als Spielorte einbezogen, zusätzlich wurden Jazz-Workshops angeboten. In jenem Jahr wurde im Rahmen des Festivals der mit 3000 Euro dotierte Jazz-Förderpreis der Stadt St. Ingbert verliehen. Die Preisträger waren Julian und Roman Wasserfuhr (2008), Philipp Schug (2009) und Manuel Krass (2010).
Das Festival trug in der Vergangenheit verschiedene Untertitel, so z. B. Begegnungen – Encounters. Das Motto ab 2010 lautete Experience. 2013 ging man aus Kostengründen mit einem viertägigen Festival wieder zurück in die Stadthalle. Ein Arbeitskreis unterstützte das Kulturamt mit neuen Ideen und freiwilliger Mitarbeit. Die künstlerische Leitung übernahm Yvan Tan.
Nach drei Jahren Corona-Pause durfte das Internationale Jazzfestival St. Ingbert nicht mehr zurückkehren. Die Stadt will stattdessen „neue Zielgruppen generieren“.

## Künstler (Auswahl)

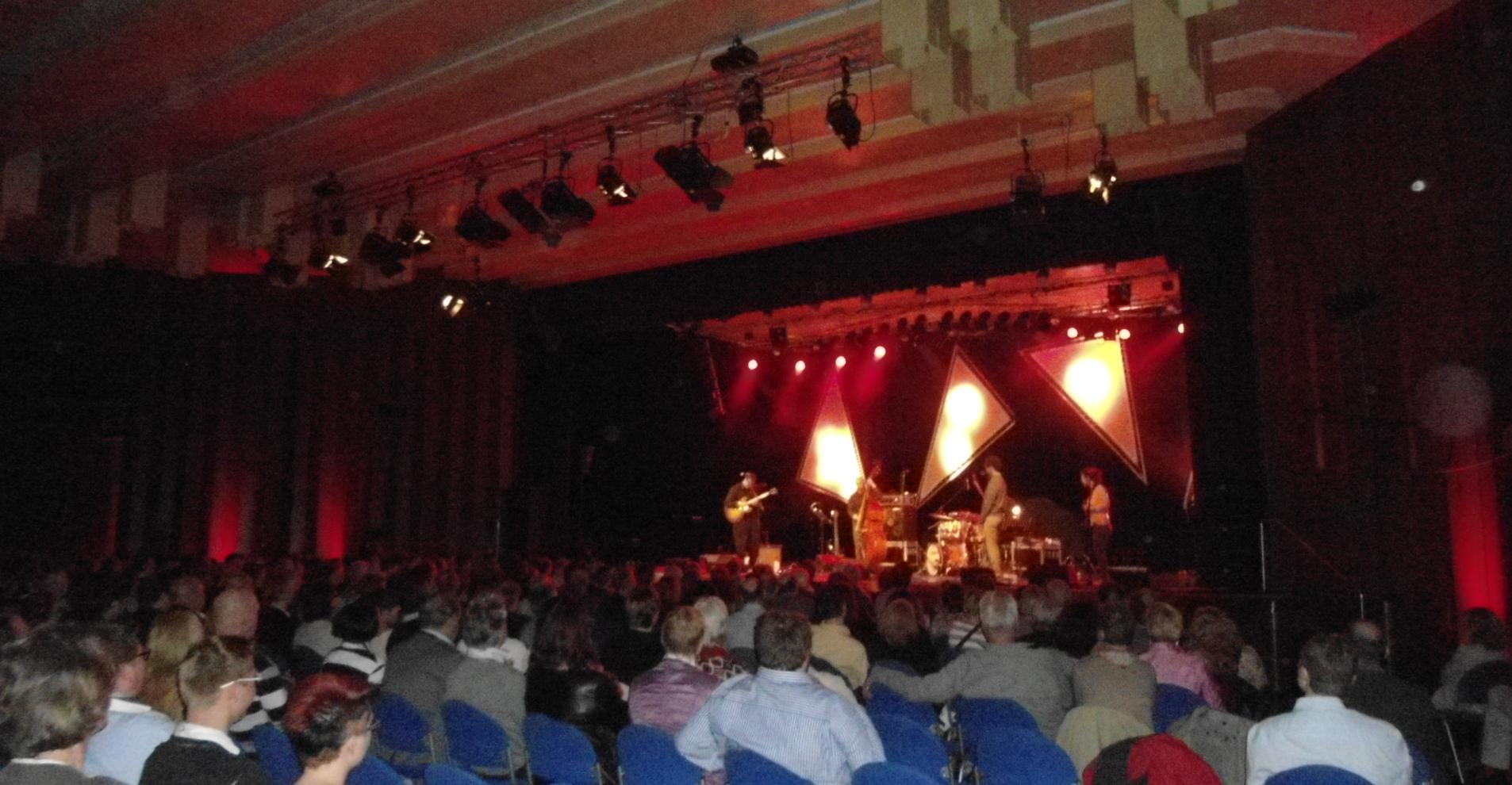
Grace Kelly beim Festival 2013

- 1987: Gentle Touch, Major 7, Claus Krisch, Jamfriends, Balancado, Amby`Arno & Friends
- 1988: Heiner Franz, Ralf Rothkegel, Heinz Sauer, Thomas Hufschmidt, Engstfeld-Plümer-Weiss
- 1989: Albert Mangelsdorff, Michel Pilz, Itaru Oki, Enrico Rava, Manfred Schoof
- 1990: Charlie Mariano, David Friedman, Niels-Henning Ørsted Pedersen, Archie Shepp
- 1991: Maceo Parker, Aki Takase, David Murray, Rabih Abou-Khalil, Sam Rivers
- 1992: Pharoah Sanders, Anthony Cox, Wayne Dockery, Hamiet Bluiett, Chico Freeman, Marion Brown
- 1993: World Saxophone Quartet, Bo Stief, Günter Sommer, Manfred Schoof
- 1994: John Lurie & The Lounge Lizards, Charles Gayle, Courtney Pine, Paul Motian
- 1995: Peter Brötzmann, Anthony Braxton, Don Cherry, Okay Temiz, Christy Doran
- 1996: Django Bates, John Surman, Ginger Baker, Wollie Kaiser, Doudou Gouirand
- 1997: Italian Instabile Orchestra, Ned Rothenberg, Pino Minafra, Yusef Lateef
- 1998: Stafford James, Wilber Morris, Graham Haynes, Sainkho Namtchylak
- 1999: Till Brönner, Martial Solal, Didier Lockwood, Courtney Pine, Carlos Ward
- 2000: Mory Kanté, Phil Abraham, Mundell Lowe, John Pisano, Herb Ellis, Beat ’n Blow
- 2001: Nils Landgren, James Carter, Barbara Dennerlein, Christof Thewes
- 2002: Viktoria Tolstoy, Esbjörn Svensson, Marc Copland, David Liebman, Aziza Mustafa Zadeh
- 2003: Nils Landgren, David Murray, Erika Stucky, Jimmy Woode, NDR Bigband
- 2004: Dave Holland, Tomasz Stańko, Ray Anderson, Susan Weinert, NoJazz
- 2005: McCoy Tyner, hr-Bigband, Madeleine Peyroux, Jasper van’t Hof, Nicolai Thärichen
- 2006: Mardi Gras.bb, Benny Golson, Clifford Brown, Helmut Eisel, Nils Landgren
- 2007: Roy Hargrove, NDR Bigband, Anke Helfrich, Regina Carter, Beat ’n Blow
- 2008: Paul Kuhn, Kristin Asbjørnsen, Markus Stockhausen, Eddie Palmieri, Chris Gall
- 2009: Sun Ra Arkestra, Jacques Loussier, Viktoria Tolstoy, Jazz Bigband Graz
- 2010: Till Brönner, WDR Big Band Köln, Jacob Karlzon, Tingvall Trio, Magnus Lindgren
- 2011: Maceo Parker, Jon Sass, Roy Hargrove, Céline Bonacina, Ernie Hammes
- 2012: Jazzkantine, Philip Catherine, Pascal Schumacher, Mathias Eick, Viktoria Tolstoy
- 2013: Al Di Meola, Charly Antolini, Roby Lakatos, The Grandmothers, John Abercrombie
- 2014: Klaus Doldinger, Billy Cobham, Paula Morelenbaum, Makiko Hirabayashi, Caroll Vanwelden
- 2015: Biréli Lagrène, Nina Attal, Rebekka Bakken, David Gazarov, Nicole Jo, Beat ’n Blow
- 2016: Billy Cobham, Jacky Terrasson, China Moses, Howard Alden, Helmut Nieberle, Piotr Wojtasik
- 2017: The Manhattan Transfer, Jasmin Tabatabai, David Klein, Jermaine Landsberger, Sandro Roy
- 2018: Carminho, Leszek Możdżer, Susan Weinert, NoJazz, Indra Rios-Moore, Adam Jarzmik
- 2019: Al Di Meola, Martin Taylor, Ulf Wakenius, Igor Butman, El Nene, Ätna